# Jacinda Ardern
Jacinda Kate Laurell Ardern, més coneguda com a Jacinda Ardern   (Hamilton, 26 de juliol de 1980), és una política neozelandesa, primera ministra des d'octubre de 2017 fins al 7 de febrer de 2023, quan renuncia al càrrec. Amb 37 anys fou la cap d'executiu més jove del món en la seva presa de possessió. És diputada de la Cambra de Representants de Nova Zelanda des de les eleccions de 2008 i hi fou líder del partit Partit Laborista.

## Inicis
Nascuda a Hamilton, Nova Zelanda, és filla de Ross Ardern, oficial de policia, i Laurell Ardern (de soltera Bottomley), que treballava com a ajudant d'escola d'hostaleria. Va estudiar al Morrinsville College, on va ser la representant dels estudiants al Patronat de l'escola. Després va assistir a la Universitat de Waikato, on es graduà el 2001 amb una llicenciatura en estudis de comunicació, en política i relacions públiques.
Ardern ha viscut a Londres, on havia treballat d'assessora política. A començament de 2008 fou elegida presidenta de la Unió Internacional de Joventuts Socialistes.

## Diputada
Retornà de Londres per a fer campanya electoral a Nova Zelanda i fou escollida pel Partit Laborista com la candidata per la circumscripció de Waikato. En ser elegida (no a la circumscripció, on quedà segona, sinó per la llista electoral del partit) fou la diputada més jove del Parlament, fins que esdevingué diputat Gareth Hughes l'11 de febrer de 2010.
Ardern fou nomenada la portaveu del partit per a Afers juvenils i portaveu segona per a Justícia pel líder del partit Phil Goff.
En les eleccions de 2011 fou candidata a la circumscripció d'Auckland Central contra la diputada Nikki Kaye del Partit Nacional, en el càrrec, i contra Denise Roche del Partit Verd. Amb el 43,23% del vot de la circumscripció, quedà segona per darrere de Kaye, que obtingué el 45,39% del vot. Kaye guanyà per tan sols 717 vots. De nou fou elegida al parlament per la llista electoral del Partit Laborista, aquest cop posicionada tretzena.
Quan Phil Goff dimití del càrrec de líder del partit i David Shearer fou elegit pels diputats del partit com a nou líder, Ardern va pujar a la quarta posició del partit. A més, fou nomenada portaveu per al Desenvolupament social al si del Partit Laborista. Després de la renúncia de David Shearer el desembre de 2016 Ardern va presentar el seu nom per a la candidatura laborista a les eleccions parcials de febrer de 2017. L'1 d'agost de 2017, pocs mesos abans de les eleccions generals, Ardern va assumir el càrrec de líder del Partit Laborista i, en conseqüència, es va convertir en líder de l'oposició després de la dimissió d'Andrew Little.

## Presidència
Es presentà de cap de llista a les eleccions generals neozelandeses de 2017. El 26 d'octubre fou investida primera ministra de Nova Zelanda després que el Partit Laborista formés coalició amb Nova Zelanda Primer (NZ First). En el moment d'assumir el càrrec, era la cap de govern més jove del món, amb 37 anys.
Durant el seu mandat va ser molt reconeguda la seva gestió enfront la pandèmia per coronavirus de 2019-2020, així com el seu estil de lideratge tranquil, valorat fins i tot pels votants dels altres partits.
L'octubre de 2020 aconseguia el 49% dels vots i la majoria absoluta dels escons en les eleccions generals, obtenint el millor resultat del Patit Laborista dels darrers 50 anys.
El 19 de gener de 2023, vuit mesos abans de les eleccions, va comunicar la seva dimissió amb data 7 de febrer.
| «                | No ho deixo perquè sigui dur, ho deixo perquè aquesta feina comporta una gran responsabilitat i no tinc prou energia per fer-li justícia. | » |
| — Jacinda Ardern | |   |